# دار السينما
دار السينما هي شركة إنتاج الأفلام والفيديو والتصوير الفوتوغرافي ومتعدد الوسائط التي يقع مقرها في قطر والتي افتتحت في عام 2012. جاستن كرامر هو المدير التنفيذي وعمر خليفة هو رئيس الإنتاج.

## المشاريع الحالية
أنتجت دار السينما إعلان تلفزيوني للمجلس الثقافي البريطاني في قطر: «أصوات واضحة تماما».
التعرف على كلمات؟ لقد وجدنا أنها مسلية على الرغم من أن جوستين كرامر من دار السينما يشرح أيضا بأن لديه رسالة خطيرة: هذا الإعلان هو محاولة لتحقيق روح الفكاهة إلى مسألة خطيرة. باستخدام الثقافة الكوميدية والبوب نعتقد أننا قد نتمكن من الوصول إلى جمهور أوسع لرفع مستوى الوعي حول احترام شهر رمضان الكريم.

## الجوائز
حازت دار السينما الشركة القطرية لإنتاج الأفلام والفيديو والتصوير الفوتوغرافي والوسائط المتعددة على جائزتين مرموقتين في جوائز كان للإعلام والتلفزيون. شهد هذا المهرجان الذي تأسس في عام 2010 الاعتراف بأرقى أفلام الشركات ووسائل الإعلام عبر الإنترنت والأفلام الوثائقية التلفزيونية أكبر تمثيل قطري حتى الآن. حصلت شركة دار السينما التي يقع مقرها في الدوحة على الجوائز خلال حفل عشاء رائع حضره أكثر من 270 ضيفا في 15 أكتوبر 2015 في بالم بيتش كان. فاز شركة دار السينما بالدولفين الفضي في فئة أفضل فيلم للشركات عن «الحرفي الرئيسي» لمجموعة أنفيل الفاخرة في قطر وأفضل فيلم غير هادف للربح والمسؤولية الاجتماعية «أصوات» الذي يسلط الضوء على حياة المعوقين في قطر.

حصلوا على جائزة «الدولفين الفضي» من جوائز «كان» الإعلامية والتلفزيونية لفيلم «أصوات» الذي يسلط الضوء على ستة من المعوقين الملهمين من خلفيات ومهن مختلفة. كما ساعدوا بيست باديز-قطر على إنتاج فيلم قصير عن «لا عوائق أمام الصداقة الكبرى» وحصل على جوائز.